# Jessica Oyelowo
Jessica Oyelowo (nascida: Jessica Jacqueline Watson; (Inglaterra, 1978) é uma atriz e cantora inglesa.

## Biografia
Interpretou o papel de Alex Jones no filme Detective Sergeant. Apareceu em Murphy's Law, no filme de Tim Burton Sleepy Hollow, como a criada Sarah, Madame Bovary como Felicite e em Captive.
Ela estudou na  Woodbridge School, quando criança,e era membra da National Youth Music Theatre. Ela mora em Los Angeles com o marido, o ator David Oyelowo. Adotou o nome Oyelowo, como nome artistico desde 1998, embora era creditada como Watson, seu nome de solteira.

## Ligações Externas
- Jessica Oyelowo. no IMDb.